# Bathydoridoidea
Bathydoridoidea is een superfamilie van weekdieren uit de klasse van de Gastropoda (slakken).

## Taxonomie
De volgende familie is bij de superfamilie ingedeeld:
- Bathydorididae Bergh, 1891